# Passo di Gola
Passo di Gola är ett bergspass i Österrike, på gränsen till Italien. Det ligger i den västra delen av landet, 300 km väster om huvudstaden Wien. Passo di Gola ligger 2 308 meter över havet.
Terrängen runt Passo di Gola är huvudsakligen bergig, men den allra närmaste omgivningen är kuperad. Terrängen runt Passo di Gola sluttar västerut. Runt Passo di Gola är det ganska glesbefolkat, med 30 invånare per kvadratkilometer.. Det finns inga samhällen i närheten. 
Trakten runt Passo di Gola består i huvudsak av gräsmarker.